# 関川ゆか
関川 ゆか（せきかわ ゆか、1995年〈平成7年〉9月25日 - ）は日本の女優、ナレーターである。テレビドラマ、映画、CMなどで幅広く活躍。埼玉県出身。

## 人物
O型。サイズはHT163/WT48/B93/W59/H88/S23.5。趣味はゲーム、お酒。特技は剣道。資格は正看護師免許、酒類販売免許、茶道初級、テキーラマエストロ、剣道3段、英検2級。

## 略歴
1995年9月25日生まれ、埼玉県出身。
2019年から芸能活動を始める。
2019年「瀬戸の花嫁 再再演」で初舞台を踏み、その後もドラマ・映画・CM・広告などで幅広く活動。2023年映画『DAUGHTER』では映画初主演を果たし、初の一人二役を演じた。

## 出演

### 主な出演作品
「ラジエーションハウスII」（21／CX）、「拾われた男」（21／NHK）、「オリバーな犬」（22／NHK）、「落日」（23／WOWWOW）、「向こうの果て」（21／WOWWOW）、「チェイサーゲーム」（22／TX）、「明日、私は誰かのカノジョ」（22／MBS.TBS）、「復讐の未亡人」（22／TX）、「ツクモ電畜達磨奇譚」（22）、「全力坂」（20／EX）などがある。

### テレビドラマ
- 2021/2『新・ミナミの帝王』 - ネイリスト 役
- 2021/5 WOWWOW ドラマ 『向こうの果て』 - 店員 役
- 2021/11『ラジエーションハウスII』 - レギュラー看護師 役
- 2021/12 ディズニープラス 『拾われた男』 - 中川 ひな 役
- 2022/1『ユーチューバーに娘はやらん』 - 花嫁 役
- 2022/3『復讐の未亡人』 - ホテルスタッフ 役
- 2022/4『明日、私は誰かのカノジョ』 - アナウンサー 役
- 2022/6 NHK『オリバーな犬』 - 花村 寧々 役
- 2022/9 テレビ東京『チェイサーゲーム』 - Hinode 役
- 2022/11 Netflix『First Love 初恋』 - 看護師 役
- 2023/4 ザ!世界仰天ニュース 危険な食べ方SP - おいでやす小田先輩 役
- 2023/9 WOWOWドラマ 「落日」 - 関口の妻 役
- 2023/10 うちの弁護士は手がかかる - 女優 役

### 映画
- 2022/2 『嘘喰い』 - 闇カジノ客 役
- 2022/4 「ツクモ電畜達磨奇譚」- 河村静江 役
- 2022/9 ガリレオ 『沈黙のパレード』 - OL 役
- 2023/7 「探偵マリコの生涯で一番悲惨な日」 - OL 役
- 2023/12 「DAUGHTER」 - 遠野美宙、遠野美裕 役（竹中直人とダブル主演）

### CM
- 2020/3 テレビ朝日 『全力坂』 - 走者
- 2021/3 TV CM 富士通セキュリティー - 社員 役
- 2021/7 TV CM マクドナルド50周年 - 店員 役
- 2021/8 TV CM ジョージア - 報道記者 役
- 2021/8 TV CM イチナナライブ - メインキャスト
- 2021/9 TV CM 資生堂 150 周年 - 大正時代 女性役
- 2021/10 企業 VP 株式会社アイソルート - メインキャスト
- 2021/11 TV CM パイオニア ドラレコ - 撮影スタッフ 役
- 2021/11 那須塩原観光 PV 動画 - メインモデル
- 2021/12 TV CM サイボウズ - 社長秘書 役
- 2021/12 TV CM ケンタッキー - OL 役
- 2022/4 Web CM ビオレ ガード - ダンサー 役
- 2022/5 Web CM ビオレ ザハンド - メインモデル
- 2022/6 パナソニックオンライン見舞い - メイン受付 役
- 2022/7 Web CM メンズビオレ - スチールモデル
- 2022/9 横浜マラソン PV - メインモデル
- 2022/10 TV CM おそうじ本舗 - 社員 役
- 2023/10 福井県観光PR - メインキャスト
- 2023/10 TVCM アサヒビールドライクリスタル - メインキャスト
- 2023/11 TVCM キリン免疫ケア　- メインキャスト

### 舞台
- 2019/8 『瀬戸の花嫁 再再演』 - 三田桃香 役
- 2020/2 「時空警察シグレイダー」 - 野分美由紀 役

### ナレーション
- 2019/8 愛知県刈谷花火大会 朗読劇
- 2019/9 テレ静カップ、クラブツーリズム
- 2020/3 AmazonPrime 『ディレイルド～脱線』 - ネコ女性 役
- 2021/5 実写版賭ケグルイ2、ドラマ賭ケグルイ双
- 2021/10 新日本ヒストリー - 主演 大石内藏助 役
- 2022/2 厚生労働省 人間工学教材ビデオ - メイン MC
- 2023/2 チバテレ「コドモの未来をマモルTV」- メイン MC